# 昆扎
昆扎（法語：Quenza，法語發音：[kwɛntsa]）是法国南科西嘉省的一个市镇，属于萨尔泰讷区。

## 地理
普莱桑（41°45'58"N, 9°8'20"E）面积95.67 平方千米，位于法国南科西嘉省，该省份位于科西嘉南部，后者为地中海西部的一座岛屿，也是法国的一个单一领土集体，位于法国大陆部分的东南面，意大利半島的西面，最临近的地块是撒丁岛。
与普莱桑接壤的市镇（或旧市镇、城区）包括：莱维、萨里-索伦扎拉、索尔博拉诺、齐卡沃、宗扎、索拉罗、阿尔塔热讷。
普莱桑的时区为UTC+01:00、UTC+02:00（夏令时）。

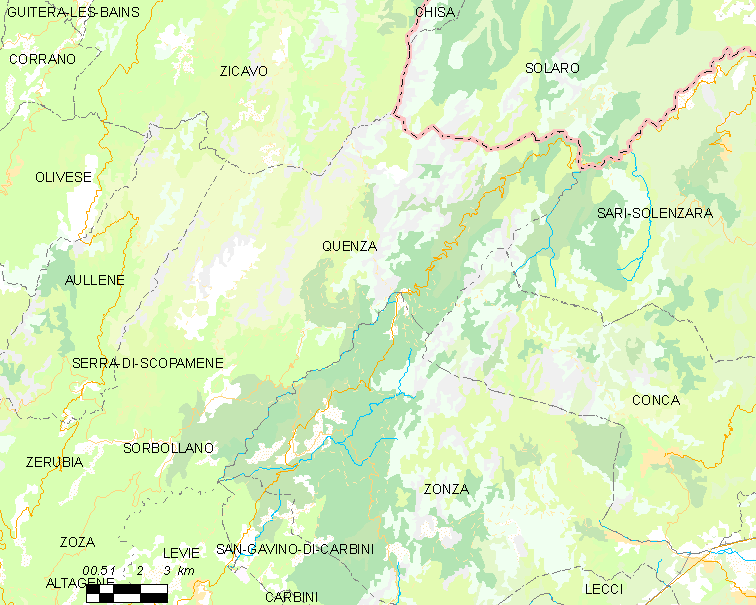
普莱桑的OSM定位图

## 行政
普莱桑的邮政编码为20122，INSEE市镇编码为2A254。

## 政治
普莱桑所属的省级选区为萨尔特奈-瓦林科县。

## 人口

1962-2008年间普莱桑人口变化图示

普莱桑于2022年1月1日时的人口数量为185人。